# Antonio Matteucci
Antonio Matteucci (ur. 15 marca 1802 w Fermo, zm. 9 lipca 1866 w Rzymie) – włoski duchowny katolicki, urzędnik Kurii Rzymskiej, kardynał.

## Życiorys
Miał święcenia diakona i od 1829 pracował w Kurii Rzymskiej, pełniąc m.in. funkcje adiunkta w Kongregacji ds. Soboru Trydenckiego, ekonoma i sekretarza bazyliki św. Piotra oraz szefa policji Państwa Kościelnego (1852–1865). Był też od 15 kwietnia 1853 wicekamerlingiem Świętego Kościoła Rzymskiego. 22 czerwca 1866 papież Pius IX wyniósł go do godności kardynalskiej, z tytułem diakona kościoła św. Jerzego na Velabrum. Matteucci nie zdążył objąć kościoła tytularnego, zmarł zaledwie dwa tygodnie po nominacji kardynalskiej i został pochowany w rzymskim kościele św. Salwatora w Wawrzynie.